# Alcis obtusiphaea
Alcis obtusiphaea là một loài bướm đêm trong họ Geometridae.